# Der Gefangene auf der Teufelsinsel
Der Gefangene auf der Teufelsinsel ist ein US-amerikanisches Stummfilmdrama aus dem Jahr 1926 von Frank O’Connor mit Pauline Frederick und Marian Nixon in den Hauptrollen. Produziert wurde er von Chadwick First Division und Embassy Pictures.

## Handlung
Der französische Chirurg Jean Valyon wird zu lebenslänglich Haft in der Strafkolonie Devil’s Island vor der Küste Französisch-Guayanas verurteilt. Nach sieben Jahren wird er auf Bewährung in die Hauptstadt Cayenne, entlassen. Dort erwartet ihn seine treue Geliebte Jeanette Picto, die er heiratet. Als Sträfling muss er sein Leben lang dort bleiben und die Frau, die einen Sträfling geheiratet hat, muss dasselbe tun. Dieselbe Strafe gilt für alle Kinder, die sie zeugen.
Als ihr Sohn Léon zur Welt kommt, hat er die Begabung seines Vaters für die Chirurgie. Nach dem Tod seines Vaters wird er für seine Operationen berühmt. Jeanette plant seine Flucht, damit er nach Paris gehen und dort studieren kann. Aber Léon verliebt sich in die Tänzerin Rose Marie. Nach einiger Zeit entscheidet ein Gericht, dass die Strafe des Vaters mit der Verbannung in die Strafkolonie nicht rechtens gewesen sei. Als Wiedergutmachung seien Jeanette und Léon freizulassen. Mutter und Sohn stellen einen Antrag auf Freilassung Rose Maries, die unter den Nachstellungen des Lagerkommandanten leidet. Der Versuch des Kommandanten, die Meldung ihrer Freilassung zu unterdrücken, bleibt erfolglos.

## Hintergrund
Am 4. April 1926 wurde berichtet, dass der Film der erste der Schauspielerin Pauline Frederick für Embassy Pictures sei. Die Produktion begann am 18. April 1926 in den Universal Studios in Universal City statt.

## Veröffentlichung
Die Premiere des Films fand am 24. Juli 1926 in New York statt. 1927 kam er im Deutschen Reich in die Kinos.

## Kritiken
Der Kritiker des TV Guide sah einen Film, der eher einer romantischen Seifenoper gleiche als einem Gefängnisdrama.